# La Baule-Escoublac
La Baule-Escoublac ist eine französische Gemeinde mit 16.613 Einwohnern (Stand 1. Januar 2022) im Département Loire-Atlantique in der Region Pays de la Loire. Sie liegt etwa 70 km westlich von Nantes und 450 km südwestlich von Paris direkt an der Atlantikküste.
La Baule-Escoublac ist vom Tourismus geprägt und bekannt für seine Strände. In der Bucht vor La Baule liegt mit einer Länge von zwölf Kilometern einer der längsten Badestrände Europas. La Baule grenzt im Westen unmittelbar an den Hafenort Le Pouliguen, im Osten an Pornichet. Aufgrund des starken Fremdenverkehrs halten im örtlichen Bahnhof auf der Bahnstrecke Saint-Nazaire–Le Croisic auch TGV von und nach Paris.
Von 1941 bis 1943 unterhielt die Kriegsmarine in La Baule ein Marinelazarett, das im Juni 1943 nach Nantes verlegt wurde. Teile von Lothar-Günther Buchheims Antikriegs-Romanen Das Boot und Die Festung spielen in La Baule, weil der Ich-Erzähler in dieser Stadt einquartiert ist.
Der Flugplatz La Baule-Escoublac liegt am Ostrand der Gemeinde.

## Bevölkerungsentwicklung
| Jahr                       | 1962   | 1968   | 1975   | 1982   | 1990   | 1999   | 2006   | 2017   |
| Einwohner                  | 13.004 | 13.336 | 15.006 | 14.553 | 14.845 | 15.833 | 16.095 | 16.132 |
| Quellen: Cassini und INSEE |        |        |        |        |        |        |        |        |

## Städtepartnerschaften
La Baule-Escoublac pflegt Städtepartnerschaften mit Homburg in Deutschland, mit Inverness im Vereinigten Königreich und mit Vila Real de Santo António in Portugal.

## Sport

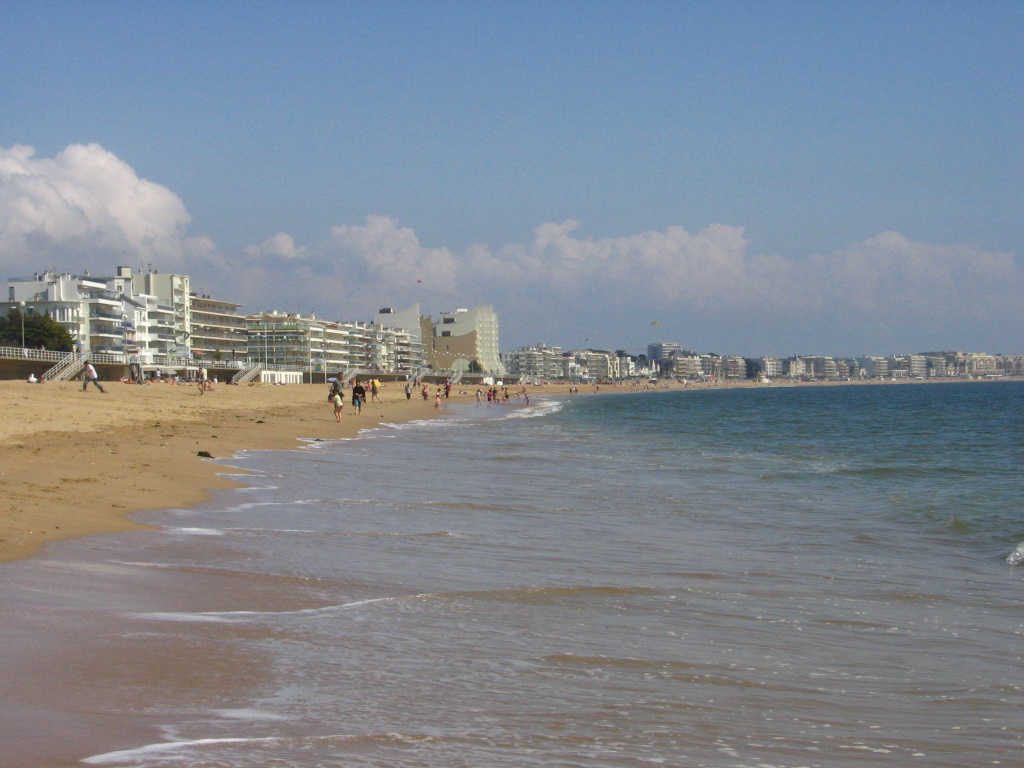
Strand von La Baule-Escoublac

Im Oktober 2016 wurde erstmals ein Dreiband-Weltcup in La Baule ausgetragen. Sieger wurde Murat Naci Çoklu aus der Türkei, vor dem Spanier Daniel Sánchez.
In der zweiten Hälfte des 19. Jahrhunderts und der ersten Hälfte des 20. Jahrhunderts war La Baule-Escoublac ein beliebter Badeort. Aus dieser Zeit sind mehrere Grand Hotels und Villen erhalten.

Grand Hotels von La Baule-Escoublac (Auswahl)
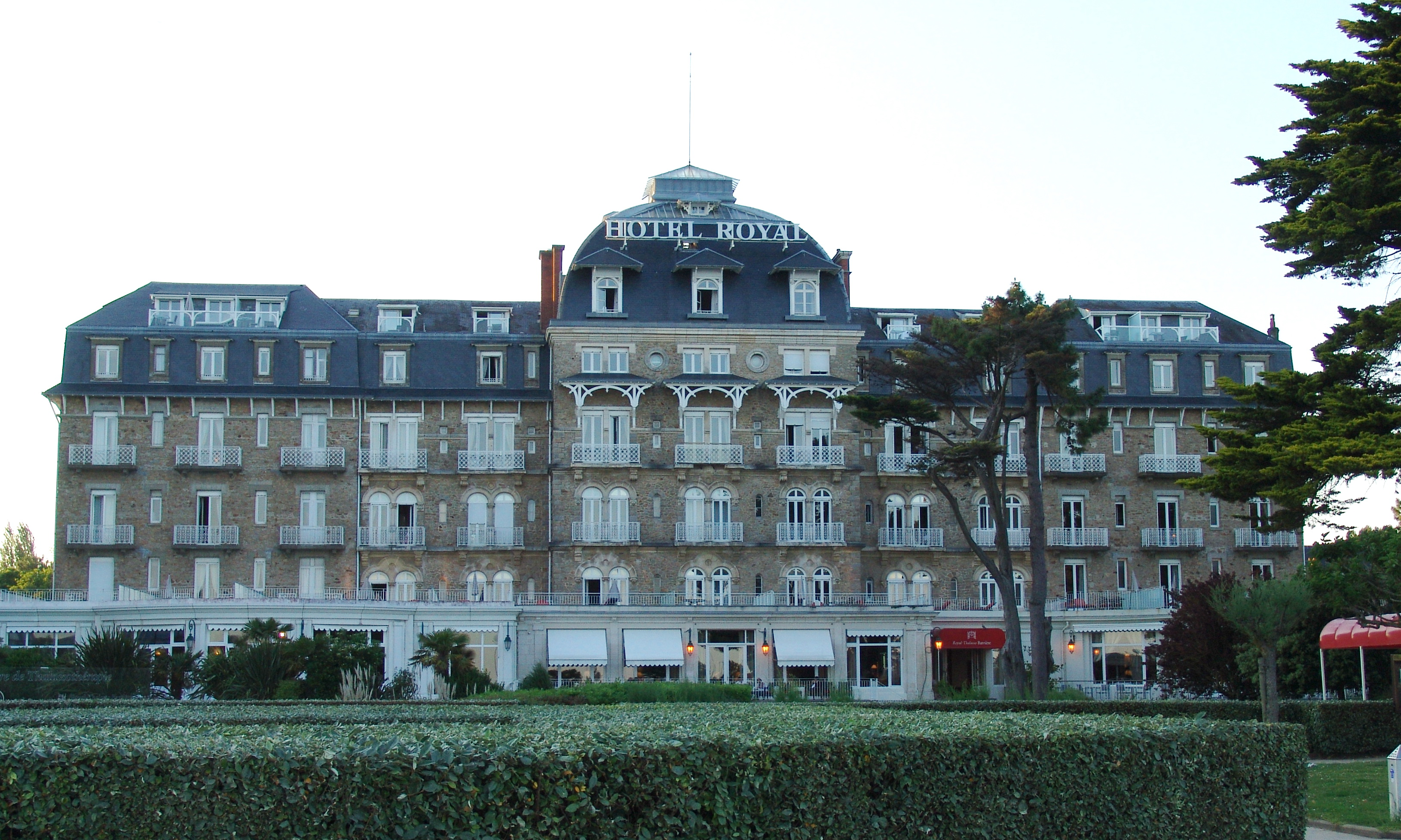
Hôtel Royal mit neoromanischen Stilelementen
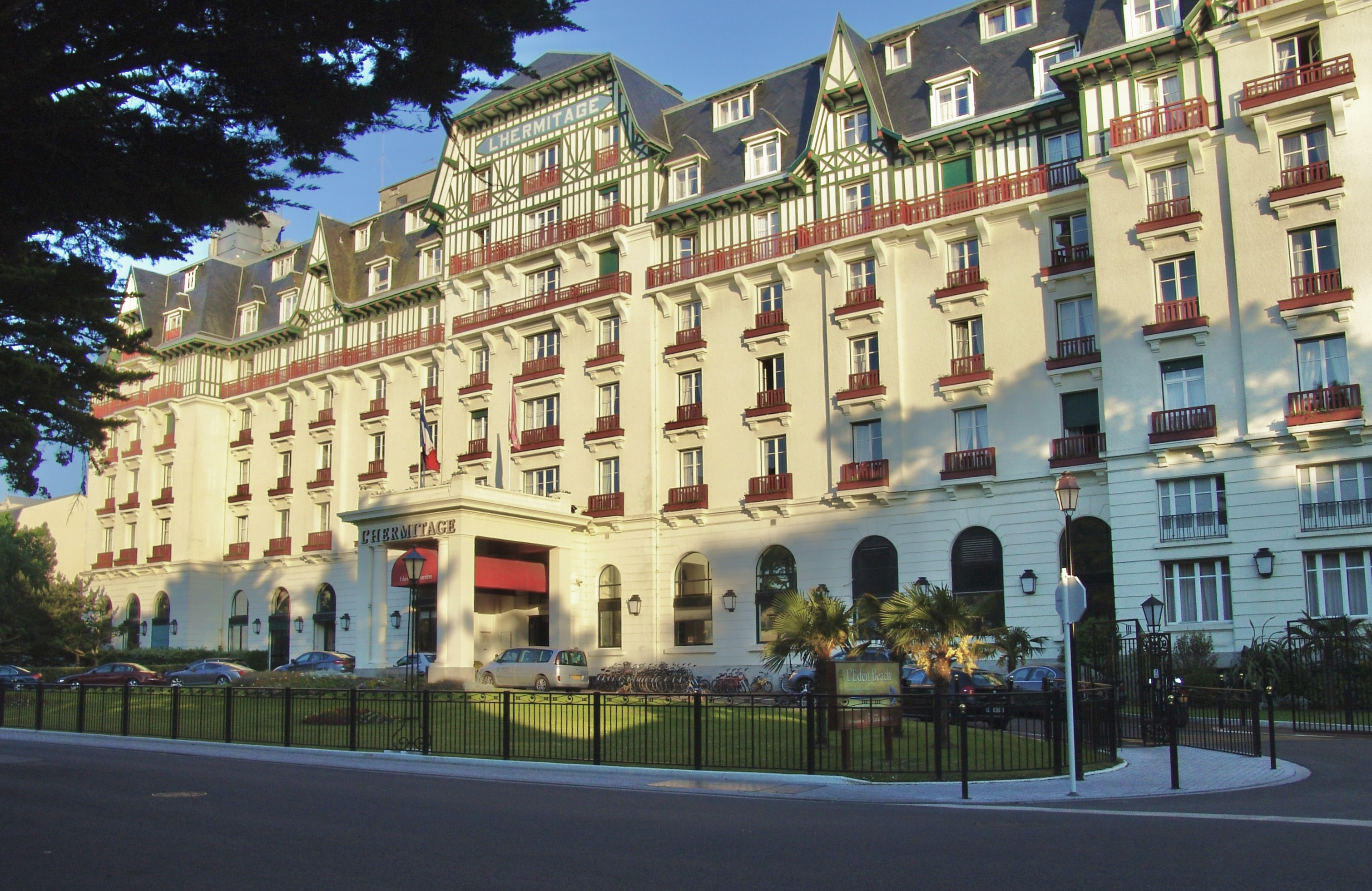
Hôtel Hermitage im englischen Tudor-Stil
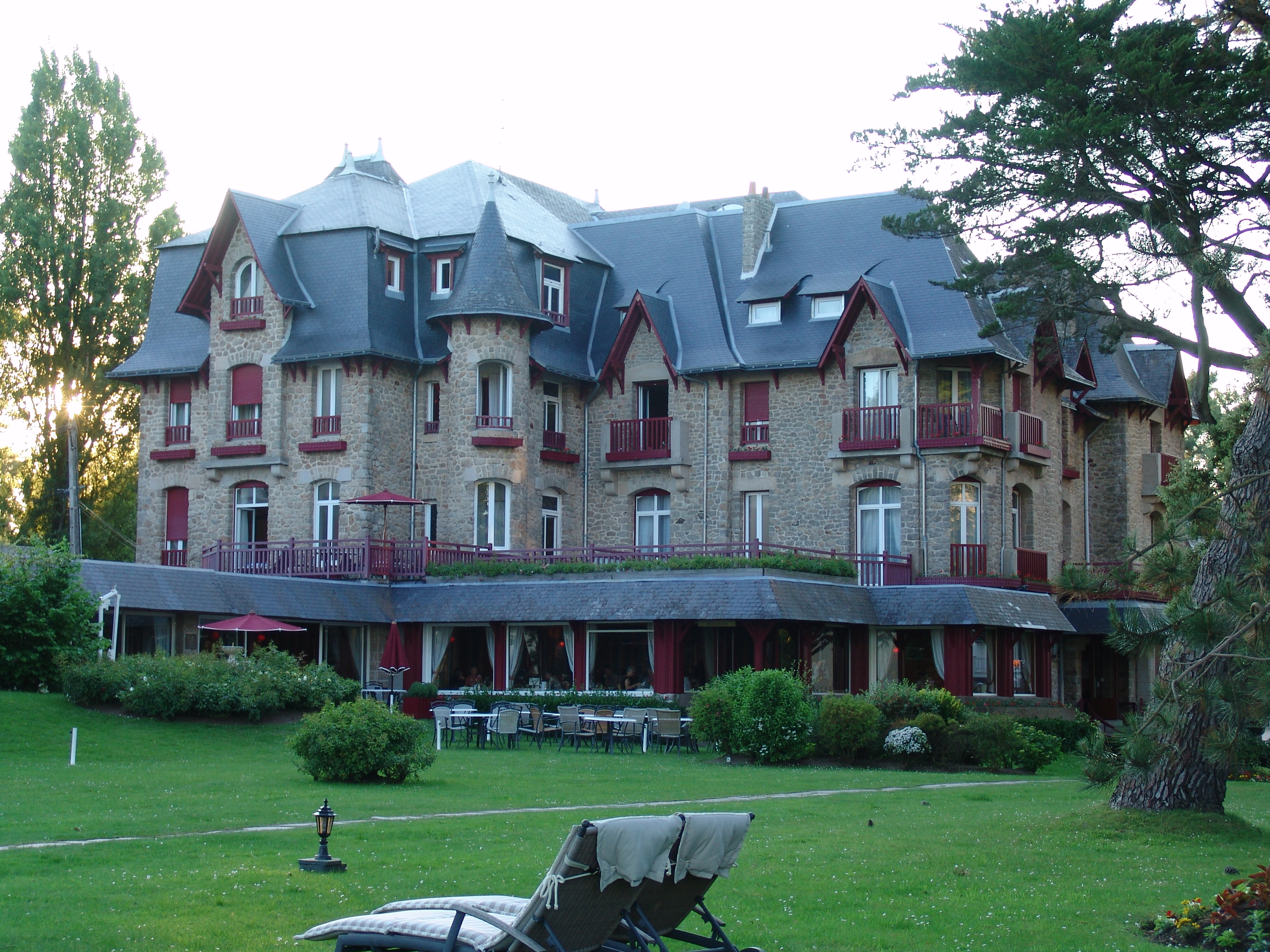
Castel Marie-Louise im Stil der Belle Époque.

## Persönlichkeiten
- Édouard Vuillard (1868–1940), Maler und Grafiker
- Michel Ciry (1919–2018), Maler, Grafiker, Schriftsteller und Komponist
- Loïc Mallié (* 1947), Organist und Komponist

## Nachweise
1. ↑  La Baule – Comité de Jumelage (Memento des Originals vom 28. Juli 2017 im Internet Archive)  Info: Der Archivlink wurde automatisch eingesetzt und noch nicht geprüft. Bitte prüfe Original- und Archivlink gemäß Anleitung und entferne dann diesen Hinweis., abgerufen am 15. Oktober 2016